# Salatiel Simões de Lima
Salatiel Simões de Lima foi um político brasileiro.
Foi 1º vice-presidente de Goiás, assumindo o governo em três períodos, de 6 de julho de 1914 a 30 de junho de 1915, de 6 de maio a 13 de outubro de 1916 e de 9 de maio a 14 de julho de 1917.